# Плимът (окръг, Масачузетс)
Вижте пояснителната страница за други значения на Плимът.
Окръг Плимът (на английски: Plymouth County) е окръг в щата Масачузетс, Съединени американски щати. Площта му е 2831 km², а населението – 513 565 души (2016). Административни центрове са градовете Плимът и Броктън.